# Antonio Alkana
Antonio Alkana (* 12. April 1990 in Kapstadt) ist ein südafrikanischer Hürdenläufer, der sich auf den 110-Meter-Hürdenlauf spezialisiert hat und seit 2017 Inhaber des Afrikarekords ist.

## Sportliche Laufbahn
Erste internationale Erfahrungen sammelte Antonio Alkana bei den Weltmeisterschaften 2015 in Peking, bei denen er mit 13,63 s im Vorlauf ausschied. Anschließend gewann er bei den Afrikaspielen in Brazzaville in 13,32 s die Goldmedaille. 2016 schied er bei den Hallenweltmeisterschaften in Portland in der ersten Runde aus und gewann anschließend die Goldmedaille bei den Afrikameisterschaften in Durban und gewann durch seinen Einsatz im Vorlauf auch die Goldmedaille in der 4-mal-100-Meter-Staffel. Er qualifizierte sich damit für die Olympischen Spiele in Rio de Janeiro, bei denen er mit 13,55 s im Halbfinale ausschied. 2017 qualifizierte er sich erneut für die Weltmeisterschaften in London, bei denen er mit 13,59 s bis in das Halbfinale gelangte. 2018 nahm Alkana erstmals an den Commonwealth Games im australischen Gold Coast teil und belegte dort in 13,49 s den fünften Platz. Anschließend verteidigte er bei den Afrikameisterschaften in Asaba in 13,51 s seinen Titel und wurde dann beim Continentalcup in Ostrava in 13,36 s Vierter. 2019 wurde er bei der Golden Gala in Rom in 13,30 s Dritter und erreichte im Herbst bei den Weltmeisterschaften in Doha das Halbfinale, in dem er mit 13,47 s ausschied. 2021 startete er erneut bei den Olympischen Spielen in Tokio, kam dort aber mit 13,55 s nicht über die erste Runde hinaus.
2022 gewann er bei den Afrikameisterschaften in Port Louis in 13,59 s die Bronzemedaille hinter dem Algerier Amine Bouanani und Jérémie Lararaudeuse aus Mauritius und sicherte sich in der 4-mal-100-Meter-Staffel in 39,79 s gemeinsam mit Henricho Bruintjies, Cheswill Johnson und Benjamin Richardson die Silbermedaille hinter dem kenianischen Team. Anschließend schied er bei den Weltmeisterschaften in Eugene mit 13,64 s in der ersten Runde aus. Im Jahr darauf schied er bei den Weltmeisterschaften in Budapest mit 14,25 s im Vorlauf aus.
In den Jahren 2013 sowie von 2015 bis 2019 und 2022 und 2023 wurde Alkana südafrikanischer Meister im 110-Meter-Hürdenlauf. Zudem gewann er den nationalen Titel mit der 4-mal-100-Meter-Staffel 2013 und 2015.

## Persönliche Bestzeiten
- 100 Meter: 10,27 s, 8. Mai 2015 in Potchefstroom
- 200 Meter: 20,71 s, 8. Mai 2015 in Potchefstroom
- 110 m Hürden: 13,11 s (+1,8 m/s), 5. Juni 2017 in Prag (Afrikarekord)
  - 60 m Hürden (Halle): 7,76 s, 19. März 2016 in Portland